# Серов, Василий Иванович
Васи́лий Ива́нович Серо́в (1914 — 13 ноября 1941, под деревней Новой Тосненского района) — советский боксёр.
Мастер спорта СССР; в 1948 году Федерацией бокса СССР было присвоено звание «выдающийся боксёр». Выступал за Ленинград — спортивное общество «Динамо».

## Биография
Работал слесарем. Боксом начал заниматься в 1932 году.
Чемпионат СССР:
- — 1934, 1935, 1937 — легчайший вес (до 53,5 кг; с 1937 — до 54 кг)
- — 1933 — наилегчайший вес (до 51 кг)

Успешно выступил в международных матчах в Норвегии, Чехословакии, Швеции и Франции.
С началом Великой Отечественной войны ушёл добровольцем на фронт. Воевал на Ленинградском фронте; командир отделения. Погиб 13 ноября 1941 года в бою вблизи деревни Новой; похоронен в братской могиле.

## Награды
- Орден «Знак Почёта» (1937)